# Ispacaia
Ispacaia (cita: Spakaya; acádio:  Išpakaia) foi um rei cita que governou durante o período da presença cita na Ásia Ocidental no século VII a.C.

## Nome
Išpakaia é a forma acádia do nome cita *Spakaya, que era uma derivação hipocorística da palavra *spaka, que significa "cachorro."

## Reinado
Durante a fase inicial de sua presença na Ásia Ocidental, os citas sob Ispacaia eram aliados dos cimérios, e os dois grupos, em aliança com os medos, que eram um povo iraniano da Ásia Ocidental, estavam ameaçando a fronteira oriental do reino de Urartu durante o reinado de seu rei Arguisti II (r. 714–680 a.C.) O sucessor de Arguisti II, Rusa II, construiu várias fortalezas no leste de Urartu, incluindo a de Teixebaini, para monitorar e repelir ataques dos cimérios, maneus, medos e citas.

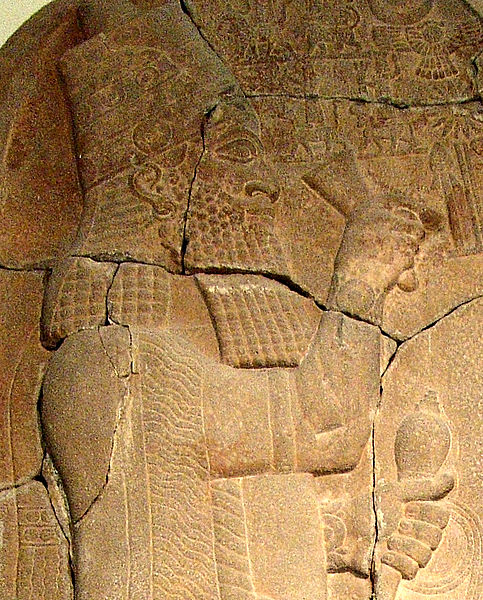
O rei assírio Assaradão

A primeira menção dos citas nos registros da então superpotência da Ásia Ocidental, o Império Neoassírio, é entre 680/679 e 678/677 a.C., quando Ispacaia se juntou a uma aliança com os maneus e os cimérios em um ataque ao Império Neoassírio. Durante este tempo, os citas sob Ispacaia, aliados a Rusa II de Urartu, estavam atacando longe no sul até a província assíria de Zamua. Essas forças aliadas foram derrotadas pelo rei assírio Assaradão.
Os maneus, em aliança com um grupo oriental dos cimérios que migraram para o planalto iraniano e com os citas (estes últimos atacaram as fronteiras da Assíria de todo o território do reino de Ḫubuškia), conseguiram expandir seus territórios às custas da Assíria e capturar as fortalezas de Xarru-icbi e Dur-Elil. As negociações entre os assírios e os cimérios parecem ter se seguido, segundo as quais os cimérios prometeram não interferir nas relações entre a Assíria e Manai, embora um adivinho babilônico a serviço da Assíria advertiu Assaradão a não confiar nem nos maneus nem nos cimérios e o aconselhou espioná-los. Em 676 a.C., Assaradão respondeu realizando uma campanha militar contra Manai durante a qual ele matou Ispacaia.
Ispacaia foi sucedido por Bartatua, que poderia ter sido seu filho e que formou uma aliança com a Assíria. O filho de Bartatua e, portanto, o possível neto de Ispacaia, Mádies, levaria o poder cita na Ásia Ocidental ao seu auge.